# الضبيعة
الضبيعة: أحد المراكز التابعة لمحافظة الدلم في منطقة الرياض في المملكة العربية السعودية وتبعد عن مدينة السيح 7 كلم. يسكنونها قبيلة سبيع وهي عائدة لهم .

## التسمية
الضُبيعة بضم الضاد وفتح الباء وإسكان الياء وفتح العين.
سميت الضبيعة باسم قبيلة ضبيعة من بني قيس بن ثعلبة من بني بكر بن وائل والتي كانت تسكن الخرج والدلم والملحاء نعجان والضبيعة ونساح ومنفوحة بجانب حجر اليمامة الرياض. وهم بنو ضبيعة بن قيس بن ثعبلة بن عكابة بن صعب ابن علي بن بكر بن وائل بن قاسط بن هنب بن أفصى بن دعمي بن جديلة بن أسد ابن ربيعة بن نزار بن معد بن عدنان وتذكر الروايات أن التسمية كانت قبل الهجرة ب 200 سنة.
قد برز من هذه القبيلة مشاهير وأعلام عربية نجدية مثل الحارث بن عباد بن ضبيعة الفارس النجدي المشهور في حرب البسوس وهو صاحب الفرس النعامة، ومنها أيضًا الشاعر النجدي الأعشى ميمون بن قيس أحد أشهر شعراء العرب، وكذلك الشاعر طرفة بن العبد أحد شعراء المعلقات في حقبة ما قبل الإسلام بشبه الجزيرة العربية.

## الموقع الجغرافي
تقع الضبيعة على الطريق الجنوب السريع الذي يربط العاصمة الرياض بالمواقع السياحية في جنوب المملكة المؤدي إلى جمهورية اليمن. 
وتتوسط الضبيعة مدن وقرى الخرج ويحدها من الشمال قرية الحزم ومن الغرب شبك الجيش ومن الجنوب وادي العين الذي يفصل بينها وبين نعجان ومن الشرق مدينة السيح وشعيب الأبخر
وتبعد عن العاصمة الرياض 75 كم و 16 كم عن مدينة السيح .
إحداثيات: خط الطول 47.42.48 شرق وخط العرض 21.48.64 شمال.

## المناخ
المناخ بالضبيعة قاري حار صيفاً، بارد شتاء بشكل عام ودرجة الحرارة تبلغ حدها الأقصى 45 درجة مئوية وحدها الأدنى 5درجات وأحيانا تحت الصفر ويبلغ متوسط درجة الحرارة 29 درجة ومعدل هطول الأمطار يبلغ 50 ملم ومعدل الرطوبة 16%.إلا أن كثرة المسطحات الخضراء من المزارع حول المدينة تخفض من درجات الحرارة وتلطفها صيفاً.

## السكان
غالبية السكان هم عجمان الرخم من قبيلة سبيع ويقدر عدد السكان حسب آخر إحصائية رسمية من مصلحة الإحصاءات العامة لتفاصيل التعداد العام للسكان والمساكن لعام 1431هـ -2010 م بحوالي 7000 نسمة. المصدر يعملون بالقطاعات الحكومية في مدينة السيح والرياض والضبيعة وبعضهم بالتجارة، وأكثر من يدير المزارع هم سكان الضبيعة، بعض الأرضي مستأجرة من قبل السعوديين من خارج الضبيعة أو العرب والآسويين المقيمين. عدد السعوديين 3500 نسمة، ثلاث آلاف وخمسمائة نسمة ومثلهم من المقيمين العرب والأجانب.

## التكوين الجيولوجي وطبوغرافية أرض الضبيعة
أرضها منبسطة ومعظمها يستخدم زراعيا لخصوبة الأرض وكثرة المياة الجوفية.
تمر بها أودية بلجان ووادي نساح والعين وخصوصا وادي بلجان يأتيها من ناحية الغرب فيفترش أراضيها، وكان إلى وقت قريب يسقي بعض المزارع فيها؛ مما أكسب أراضيها الخصوبة وأهلها لتكون من أهم المناطق الزراعية على مستوى الخرج وعلى مستوى المملكة.

## أهميتها
تعتبر الضبيعة سلة غذاء الخرج لكثرة خيراتها التي وهبها الله عز وجل لها، حيث تشتهر بإنتاج الخضروات ويمثل إنتاجها ما يزيد عن 40% من إنتاج الخرج الذي يمثل أكثر من 26% من إنتاج المملكة، بسبب كثرة المشاريع الزراعية ووفرة المياه والأيدي العاملة، وتحتضن أكبر مشروع نعام بالشرق الأوسط تم إقفاله 2008 بسبب إنفلونزا الطيور التي تسببت بإبادة مئات الألوف من الدواجن والنعام في العديد المشاريع ومزارع الدواجن بالضبيعة وفي أجزاء كبيرة من مزارع شرق الخرج.
- وتعد الضبيعة من المواقع الجميلة التي تستقطب الأثرياء والعوائل خصوصاً في المدن المجاورة، لتملك مزارع وبساتين واستراحات خضراء كونها متنفس مميز لقضاء عطلة نهاية الأسبوع والأعياد فيها، لكثرة المزارع وانتشار الغطاء النباتي وبُعدِها عن المصانع والمدن الصناعية، وتوسطها مدن الخرج وقربها من العاصمة الرياض. مما ساهم في زيادة الرقعة الخضراء والخدمات فيها.

## النخيل والماشية

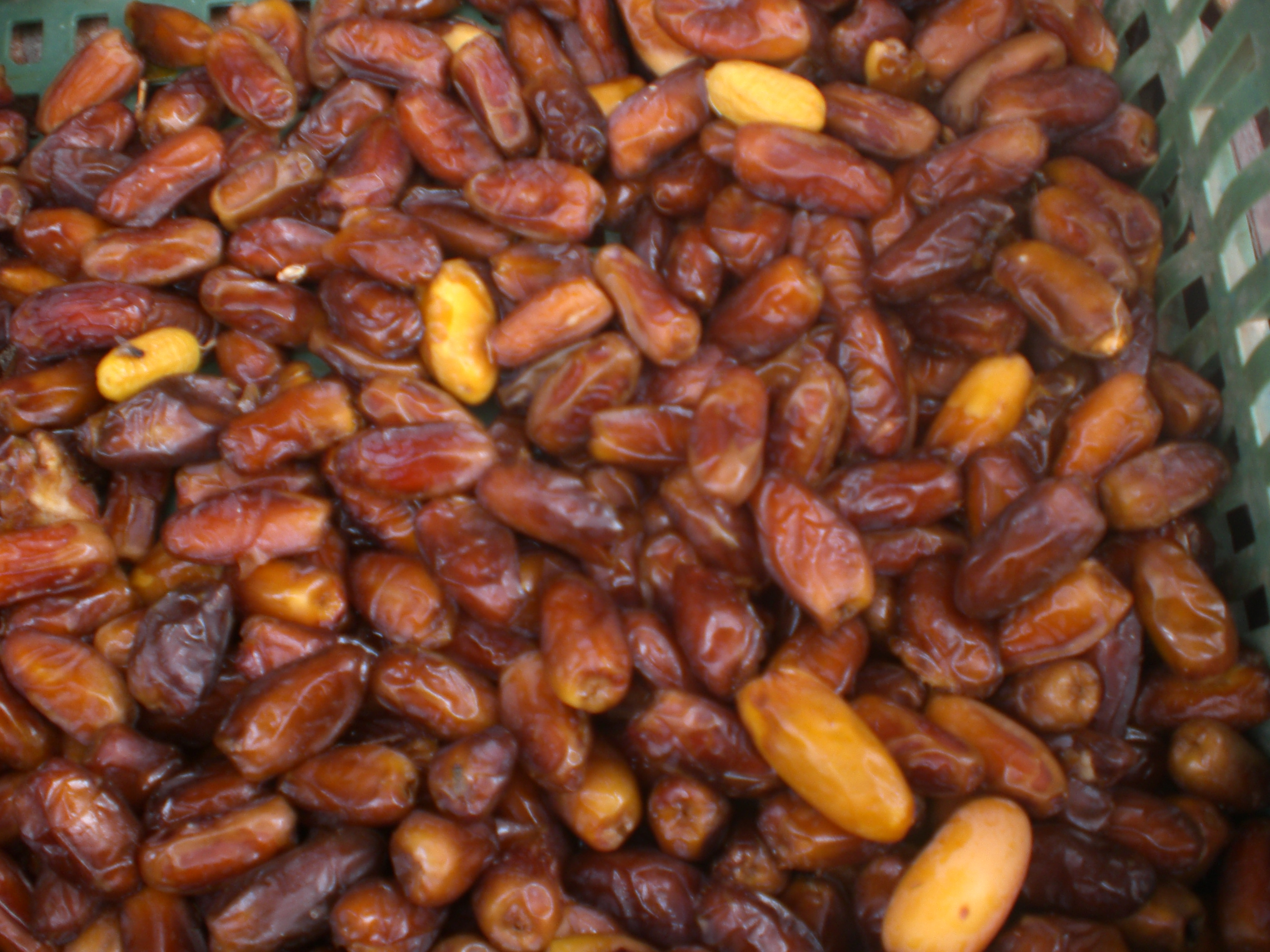
تمر

يوجد بالضبيعة مئات الأنواع من التمور بل من أفضل أنواع التمر، ويهتم أهل الضبيعة بالنخيل ومعرفة أسمائها وأنواع التمر منها، فالتمرة وخصوصاً الأصناف الفاخرة منها أفضل ما يقدم للضيف مع القهوة العربية، وأيضا خصوصية التمر في شهر رمضان المبارك، وما يهديه الأهالي من التمر أو يبيعونه لمصانع التمور المنتشرة بمحافظة الخرج أو تضميده لاستخدامه في غير مواسمه، وأيضاً خصوبة الأرض ووفرة المياه وطرق التنقيط، وحب الناس لهذه الشجرة المباركة، جعل الأهالي يستمرون بزراعة النخيل بالبلدة ليس فقط بالمزراع بل ببيوتهم الفسيحة رغم عدم الجدوى الاقتصادية منها لوجود البديل كالخضار، فالنخيل يتطلب عناية فائقة وإنتاجه مرة بالسنة،

### الماشية

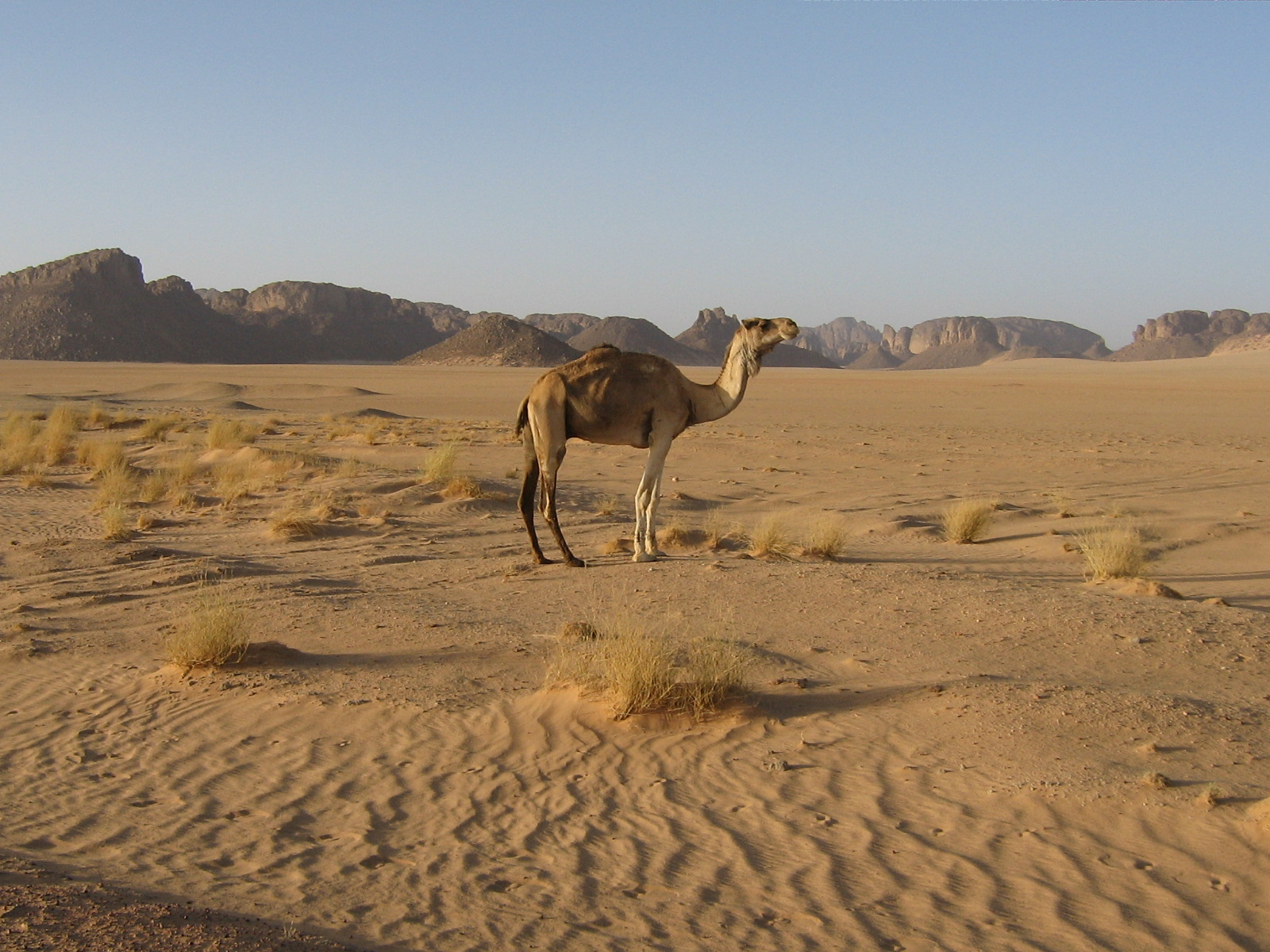
جمل عربي

تحتضن أراضي الضبيعة الكثير من ماشية الإبل والغنم، فملاّك الإبل الكبار يشتركون بالمزاين لجمال الإبل، والكثير من الأهالي يشرب حليب النياق لفوائده العديدة، وكبار السن ترتاح نفوسهم لهذه الحيوانات والتي عايشوها قديماً ونقلوا حبها للأحفاد، فصحيح أن تربية الإبل مكلفة مادياً وجسدياً، إلا أن الكثير من الناس يتسابقون لامتلاكها وتربيتها.
- يقتني الأهالي الكثير من الغنم بنوعيه الضأن والماعز فالبعض يربيها بمزارع خاصة لإنتاج الاغنام لفائدتها الاقتصادية خصوصاً أن أهالي الضبيعة يشتهرون بالكرم والجود، فالضأن أفضل ما يقدم للمناسبات والضيافة، والكثير يفضله لتقديم الأضحية في عيد الأضحى المبارك، والماعز يُستفاد من لحمها وحليبها.

ويوجد عدد قليل من الأبقار للاستفادة من حليبها الوافر.

## البيوت المحمية
تحتضن الضبيعة أكثر من 18000 ثمانية عشر ألف بيت محمي للخضار وهو يعادل ربع أو 25% من البيوت المحمية بالمملكة العربية السعودية، ويرجع ذلك الفضل بعد الله عز وجل إلى الدور الذي يلعبه البنك الزراعي المدعوم من الدولة لخدمة الإنتاج الزراعي في إعطاء القروض الطويلة الأجل للمواطنيين والمقيمين، والمياة الوفيرة في أراضي البلدة خصوصا أن البيوت المحمية تعتمد على نظام التنقيط وهو ما يوفر الكثير من الماء 10% تقريبا من الطرق العادية التي تسرف باستخدام الماء. الأرض الخصبة ووفرة السماد. أيضاً الأرباح الكبيرة التي يجنيها أصحاب المشاريع أو المستاجرين لهذه البيوت. خصوصا أن دخلها كبير وإنتاجها وفير جداً طوال السنة ليدعم اقتصاد الدولة زراعياً.